# 447
Період падіння Західної Римської імперії. У Східній Римській імперії триває правління Феодосія II. У Західній правління Валентиніана III, значна частина території окупована варварами, зокрема в Іберії утворилося Вестготське королівство, а Північну Африку захопили вандали. У Південному Китаї правління династії Лю Сун. В Індії правління імперії Гуптів. У Японії триває період Ямато. У Персії править династія Сассанідів.
На території лісостепової України Черняхівська культура. У Північному Причорномор'ї готи й сармати. Історики VI століття згадують плем'я антів, що мешкало на території сучасної України приблизно з IV сторіччя. З'явилися гуни, підкорили остготів та аланів й приєднали їх до себе.

## Події
Землетрус значно пошкодив мури Константинополя, знищено 57 веж. Місту загрожують голод та епідемія.
Гуни під проводом Аттіли разом із гепідами й остготами здійснюють вторгнення на Балкани. Після битви на річці Віт римське військо відступило до Добруджі, загрожуючи гунам із флангу. Гуни сплюндрували Сердіку й далі пішли до Константинополя. Однак місто зуміло відбудувати мури. Війська Аттіли добралися до Термопіл, але потім відступили, спустошуючи Фракію, Малу Скіфію, Мезію, Дакію та Іллірик.
Правителем салічних франків став Меровей.
Толедський синод додав до Нікейського символу віри слово filioque (сина).